# Neskoutchne
Neskoutchnoïe
Neskoutchne (ukrainien : Нескучне) ou Neskoutchnoïe (russe : Нескучное), littéralement « non ennuyeux », est une commune rurale du raïon de Kharkiv, dans l'oblast de Kharkiv, en Ukraine.
La propriété familiale  de la peintre russe Zinaïda Serebriakova (1884-1967) se trouvait  dans cette commune. En 1914 du fait du début de la Première Guerre mondiale la peintre y séjourne et y réalise son tableau La Moisson.  

## Géographie
Neskoutchne se trouve à une trentaine de kilomètres au nord-est de Kharkiv, à la frontière entre l'Ukraine et la Russie.